# Adrien de Mailly

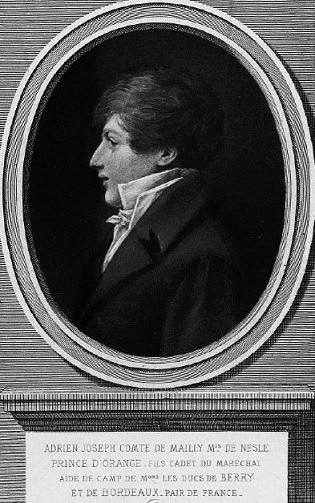
Adrien, Comte de Mailly, Marquis de Nesle, Anonym, 19. Jahrhundert

Adrien Joseph Augustin Almaric de Mailly (* 19. Februar 1792 in Paris; † 1. Juli 1878 auf Schloss La Roche-Mailly) Comte de Mailly, Marquis d'Haucourt et de Nesle, Prince d’Orange et de L’Isle-sous-Montréal, war ein französischer Militär und Politiker aus dem Haus Mailly.

## Leben
Adrien de Mailly ist der Sohn von Augustin-Joseph de Mailly, Marquis d’Haucourt, Marschall von Frankreich, und seiner dritten Frau, Blanche Charlotte Félicité de Narbonne-Pelet. Er war erst zwei Jahre alt, als sein Vater während der Terrorherrschaft am 25. März 1794 in Arras guillotiniert wurde.
Er wurde am 19. Februar 1792 in Paris im Haus seiner Eltern, 279 Rue de l’Université 279, Pfarrei Saint Thomas d’Aquin, geboren; dort erhielt er am 21. Februar von François de Pierre de Bernis, Erzbischof von Damaskus und Koadjutor von Albi, die Nottaufe; die reguläre Taufe fand am 8. Dezember 1792 in der Pfarrkirche von Mailly-Raineval statt.
Als 1810 sein entfernter Verwandter Louis Joseph de Mailly, Marquis de Nesle, der letzte Nachkomme des ältesten Zweiges seiner Familie, starb, wurde er zum Oberhaupt der Familie. Aufgrund der Lettres de substitution masculine perpétuelle (Briefe über die immerwährende männliche Substitution), die Ludwig XIV. im Dezember 1701 ausgestellt hatte, nahm er die Titel Marquis de Nesle und Prince d’Orange et de l’Isle-Montréal an.
1809 trat er auf Befehle Napoleons in die Militärschule Saint-Cyr ein und schloss sie 1811 als Sous-Lieutenant im 2e Régiment de carabiniers ab. Er nahm am Russlandfeldzug von 1812 als Attaché von General Durosnel, dem Adjutanten des Kaisers, teil.
Beim Rückzug aus Russland wurde er am 12. Oktober 1812 in der Nähe von Kaluga verwundet. 1813 wurde er zum Ritter der Ehrenlegion gemacht.
Er begrüßte die Rückkehr der Bourbonen mit Begeisterung. Der Herzog von Berry wählte ihn zu seinem Adjutanten. Während der Zweiten Restauration wurde er am 17. August 1815 zum Pair de France ernannt, durfte aber aufgrund seiner Jugend erst ab dem 17. Februar 1817 in der Chambre des Pairs sitzen. Zu diesem Zeitpunkt wurde er auch zum Offizier der Ehrenlegion ernannt. 1830 weigerte er sich, den Eid auf die Julimonarchie zu leisten, zog sich ins Privatleben zurück.
Von 1836 bis 1842 ließ er vom Architekten Pierre-Félix Delarue aus Le Mans das Schloss La Roche-de-Vaux wieder aufbauen, das nun den Namen Schloss La Roche-Mailly erhielt. Seine Ehe hatte das Schloss und das Landgut Mondragon in La Bosse in seinen Besitz gebracht, das er in den 1840er Jahren ebenfalls von Delarue restaurieren ließ.
Er starb am 1. Juli 1878 im Schloss La Roche-Mailly.

## Ehe und Nachkommen
Adrien de Mailly heiratete am 10. September 1816 in La Bosse (Sarthe) Eugénie Henriette de Lonlay de Villepail (1797–1882), Tochter von Alexandre François de Lonlay, Marquis de Villepail, und Anne Marie de Trie.
Aus dieser Ehe gingen sechs Kinder hervor:
- Ferry Paul Alexandre (* 5. Dezember 1821; † 11. Dezember 1842 auf Schloss Mondragon), Comte, später Marquis de Mailly Nesle, Marquis d’Haucourt, Prince d’Orange; ⚭ 24. November 1851 Barbe Joséphine Odoart du Hazé, Tochter von Adolphe Odoart, Comte du Hazé, und Marie Paule de Marbeuf
- Aliénor Marie Raymonde (* 4. August 1825; † 28. Februar 1851); ⚭ 27. April 1848 Jacques Marie René de Chastenet, Comte de Puységur, Sohn von Anne Jacques Ladislas de Chastenet, Comte de Puységur, und Pauline de Charitte
- Anselme Antoine René (* 21. März 1827; † 12. Dezember 1870), Comte de Mailly  et de Châlon; ⚭ 4. Mai 1852 Valérie Renée de Maupeou (* 30. März 1829; † 31. Juli 1887), Tochter von Stanislas-René, Comte de Maupeou, und Clémence Adelaïde d’Honnezel
- Adrienne Stanislas Léontine (* 5. Februar 1831); ⚭  31. Mai 1855 Marie Louis Henri de Bourbon, Comte de Lignières (1826–1902), Sohn von Eugène de Bourbon-Lignières, Vicomte de Busset, und Ida Albertine Charlotte de Calonne-Courtebonne
- Henriette Victorine Amanda Marie (* 17. März 1832); ⚭ 22. März 1860 Louis Charles Rodolphe, Prince de Lucinge-Faucigny, Tochter von Ferdinand Victor Amédée, Prince de Lucinge-Faucigny, und Charlotte Marie Augustine, Comtesse d’Issoudun
- Arnoldine Marie Pauline de Mailly (* 19. August 1834), Kanonikerin in Sankt-Marien in Brünn

## Werke
- Mon journal pendant la campagne de Russie, Paris, J.-B. Gros, 1841
- Cartulaire de Château de l’Hermitage
- Légende du Bouchet-aux-Corneilles, écrite à la requête de mademoiselle Ardena par Turki, Le Mans, 1852
- Une noble femme en 1794, Le Mans, 1853